# Vectius
Vectius niger es una especie de araña araneomorfa de la familia Gnaphosidae. Es la única especie del género monotípico Vectius.  

## Distribución
Es originaria de Brasil, Paraguay y Argentina.